# Digg
Digg is een Amerikaanse website die (nieuws)artikelen publiceert op het gebied van wetenschap en technologie, politiek en amusement.
De artikelen worden geschreven door de gebruikers. Iedereen kan zichzelf inschrijven en zelf ook artikelen schrijven, maar door middel van een waarderingssysteem komen alleen hooggewaardeerde artikelen op de voorpagina van de website. De website bestaat sinds november 2004, als experiment van Kevin Rose, Owen Byrne, Ron Gorodetzky en Jay Adelson. Al snel groeide de populariteit van de website enorm.
Digg wordt gezien als een van de grote succesvoorbeelden van Web 2.0.
Op 1 mei 2007 werd op de website een artikel gepubliceerd waarin een belangrijke sleutel stond van de kopieerbeveiliging van de hd-dvd. Digg verwijderde vervolgens dat artikel op advies van zijn advocaten. Veel Digg-gebruikers zagen die actie als een beperking van de vrijheid van meningsuiting. Gevolg was dat steeds meer Digg-gebruikers eindeloos artikelen met deze sleutel (en artikelen met de sleutel erin "verborgen") bleven insturen. Dat werd maar heel even volgehouden: men was simpelweg niet meer in staat om alle artikelen handmatig te verwijderen. Uiteindelijk was de reactie van Kevin Rose:

Maar nu, na het insturen van honderden artikelen, en duizenden reacties, hebben jullie het wel duidelijk gemaakt. Jullie zien Digg liever vechtend ten onder gaan dan dat de site buigt voor een groter bedrijf. Dat begrijpen we, en we verwijderen deze verhalen niet meer en zullen de eventuele gevolgen accepteren.
— 20px

In 2012 is de website overgenomen door Betaworks voor een bedrag van 500.000 dollar.

## Digg.be
Er was tevens een Belgische website Digg.be. Dit was een webzine voor alternatieve muziek en film.

## Voetnoten
1. ↑   Kevin Rose, Digg This: [key redacted by Wikipedia]. Digg the Blog. Digg Inc (1 mei 2007). Gearchiveerd op 4 mei 2007. Geraadpleegd op 2 mei 2007.  (gearchiveerd)